# I Told You I Was Trouble: Live in London
I Told You I Was Trouble: Live in London è un video live di Amy Winehouse pubblicato nel novembre del 2007. Il video documenta il concerto tenuto dalla cantante britannica al Shepherds Bush Empire di Londra durante il tour di Back to Black. Ci sono tutti i brani contenuti in Back to Black, le cover de The Specials, Monkey Man e Hey little rich girl. Ci sono pure Fuck me pumps e Cherry da Frank. Amy trascorre la serata con molta naturalezza: beve tra una canzone e l'altra, commenta le canzoni e prima di cantare Hey little rich girl commenta dicendo "se non viene bene vi ridò i soldi!". Alla fine del DVD c'è un documentario sulla sua carriera. Il documentario si apre con il padre, Mitch Winehouse, che guida il taxi e racconta il provino di Amy presso una casa discografica. Successivamente ci sono immagini di Amy Winehouse che registra Back to Black. Alla fine del documentario, Amy parla di sé raccontando la sua carriera musicale e narrando la sua vita privata, parlando delle sue emozioni e dei suoi sentimenti.

## Tracce
1. Intro/Addicted
2. Just Friends
3. Cherry
4. Back to Black
5. Wake Up Alone
6. Tears Dry on Their Own
7. He Can Only Hold Her
8. Doo Wop (That Thing) (cover Lauryn Hill)
9. Fuck Me Pumps
10. Some Unholy War
11. Love Is a Losing Game
12. Valerie
13. Hey Little Rich Girl feat. Zalon & Ade
14. Rehab
15. You Know I'm No Good
16. Me & Mr. Jones
17. Monkey Man
18. End/Goodbyes

### Contenuti speciali
- "The Early Years"
- "Life in the U.K."
- "The U.S. Story"
- "Back Home... The Future"

## Musicisti
- Amy Winehouse: voce
- Dale Davis: bassi
- Zalon Thompson & Ade Omatayo: voce
- Robin Banerjee: chitarre
- Nathan Alan: batteria
- Xantone Blacq: tastiere
- Henry Collins: tromba
- James Hunt: sax alto, flauto
- Frank Walden: sax baritono

## Certificazioni
| Classifica (2007) | Posto | Vendite         | Certificazione |
| ----------------- | ----- | --------------- | -------------- |
| Argentina - CAPIF |       | 80,000 vendite  | 2x Platinum    |
| Austria           | 3     |                 |                |
| Brasile - PMB     | 8     | 125,000 vendite | Diamond        |
| Nuova Zelanda     | 3     | 2,500 vendite   | Gold           |
| Australia         | 27    | 7,500 vendite   | Gold           |

## Classifica 2012 Italia
| Classifica (2012) | Posizione massima |
| ----------------- | ----------------- |
| Italia            | 13                |